# Geotrypetes seraphini
Geotrypetes seraphini é uma espécie de anfíbio gimnofiono da família Caeciliidae. Pode ser encontrada nos Camarões, República Democrática do Congo, Costa do Marfim, Guiné Equatorial, Gabão, Gana, Guiné, Libéria, Nigéria, Serra Leoa e possivelmente em Angola e República do Congo. O seu habitat natural são florestas subtopicais ou tropicais húmidas, plantações, jardins rurais, áreas urbanas, ex-florestas muito degradadas e terrenos agrícolas inundados sazonalmente.